# Raionul Bohorodceanî, Ivano-Frankivsk
Bohorodceanî (în ucraineană Богородчанський район, transliterat: Bohorodceanskîi raion) este un raion în regiunea Ivano-Frankivsk, Ucraina. Reședința sa este așezarea de tip urban Bohorodceanî.

## Demografie
Componența lingvistică a raionului Bohorodceanî
     Ucraineană (99,63%)
     Alte limbi (0,34%)
Conform recensământului din 2001, majoritatea populației raionului Bohorodceanî era vorbitoare de ucraineană (99,63%), existând în minoritate și vorbitori de alte limbi.